# Staré Město (ort i Tjeckien, Pardubice)
Staré Město är en ort i Tjeckien.   Den ligger i regionen Pardubice, i den östra delen av landet, 160 km öster om huvudstaden Prag. Staré Město ligger 404 meter över havet och antalet invånare är 998.
Terrängen runt Staré Město är kuperad åt sydost, men åt nordväst är den platt. Runt Staré Město är det ganska glesbefolkat, med 27 invånare per kvadratkilometer. Närmaste större samhälle är Moravská Třebová, 4,1 km söder om Staré Město. Trakten runt Staré Město består till största delen av jordbruksmark.